# Roncey
Roncey ist eine französische Gemeinde mit 776 Einwohnern (Stand: 1. Januar 2022) im Département Manche in der Region Normandie. Sie gehört zum Kanton Quettreville-sur-Sienne im Arrondissement Coutances. Die Einwohner werden Roncyais genannt.

## Geographie
Roncey liegt etwa 22 Kilometer südöstlich von Saint-Lô und etwa zehn Kilometer südwestlich von Coutances in der normannischen Bocage, einer mit einer großen Anzahl an Hecken als Begrenzung landwirtschaftlicher Felder durchzogenen Landschaft. Der Vanne begrenzt die Gemeinde im Süden. Nachbargemeinden sind Montpinchon im Norden, Notre-Dame-de-Cenilly im Nordosten, Saint-Martin-de-Cenilly im Osten und Südosten, Saint-Denis-le-Gast und Grimesnil im Süden, Quettreville-sur-Sienne mit Guéhébert im Südwesten sowie Saint-Denis-le-Vêtu im Westen und Nordwesten.

## Bevölkerungsentwicklung
| 1962                       | 1968 | 1975 | 1982 | 1990 | 1999 | 2006 | 2018 |
| -------------------------- | ---- | ---- | ---- | ---- | ---- | ---- | ---- |
| 740                        | 695  | 617  | 680  | 708  | 800  | 770  | 797  |
| Quellen: Cassini und INSEE |      |      |      |      |      |      |      |

## Sehenswürdigkeiten
- Kirche Saint-Côme-et-Saint-Damien, um 1950 erbaut, nachdem der Vorgängerbau 1944 zerbombt wurde
- Mausoleum Letenneur von 1900
- Kapelle Les Constils

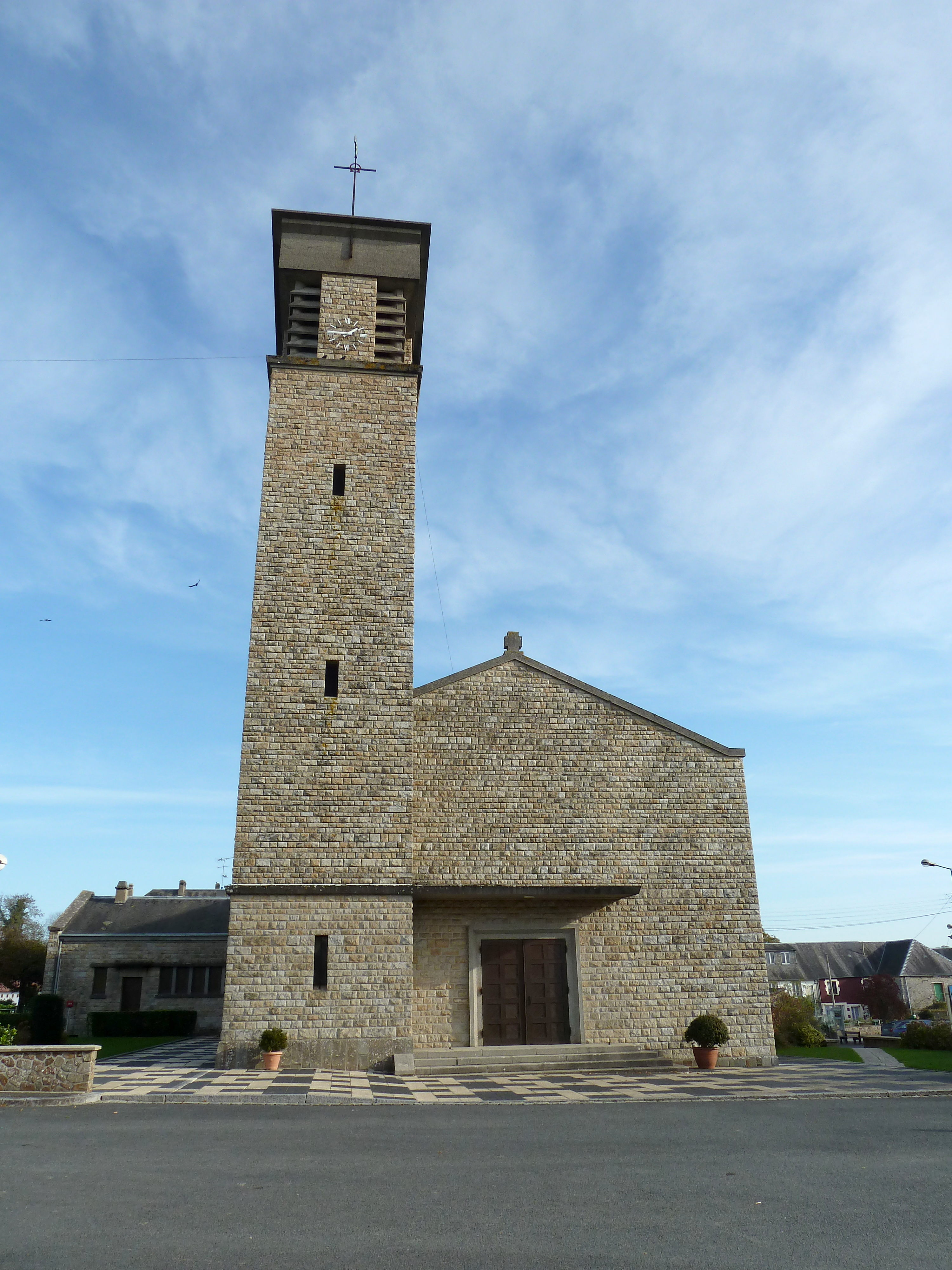
Kirche Saint-Côme-et-Saint-Damien
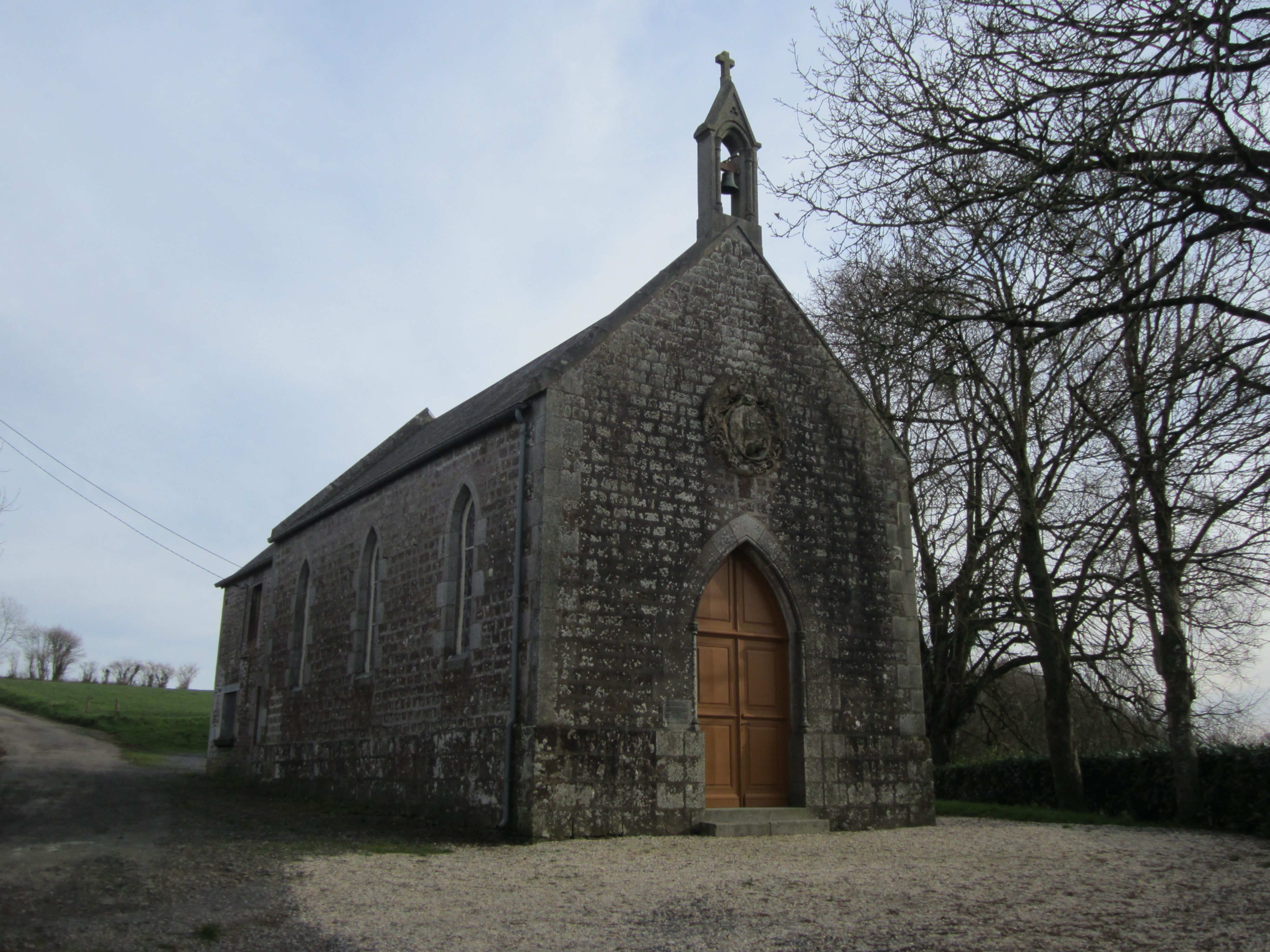
Kapelle Les Costils
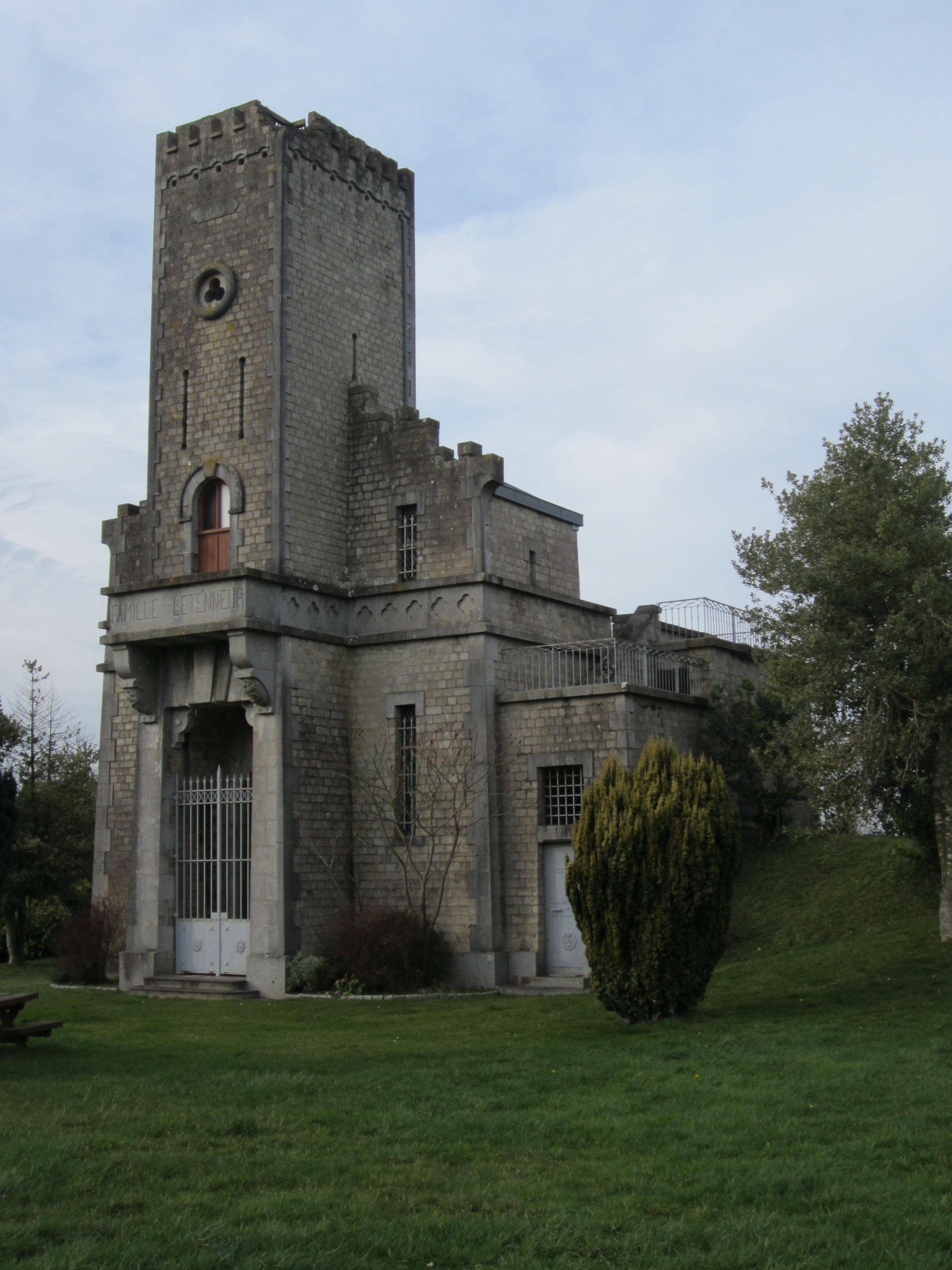
Mausoleum Letenneur

## Persönlichkeiten
- Émile Eudes (1843–1888), Anführer der Pariser Kommune